# Granatina

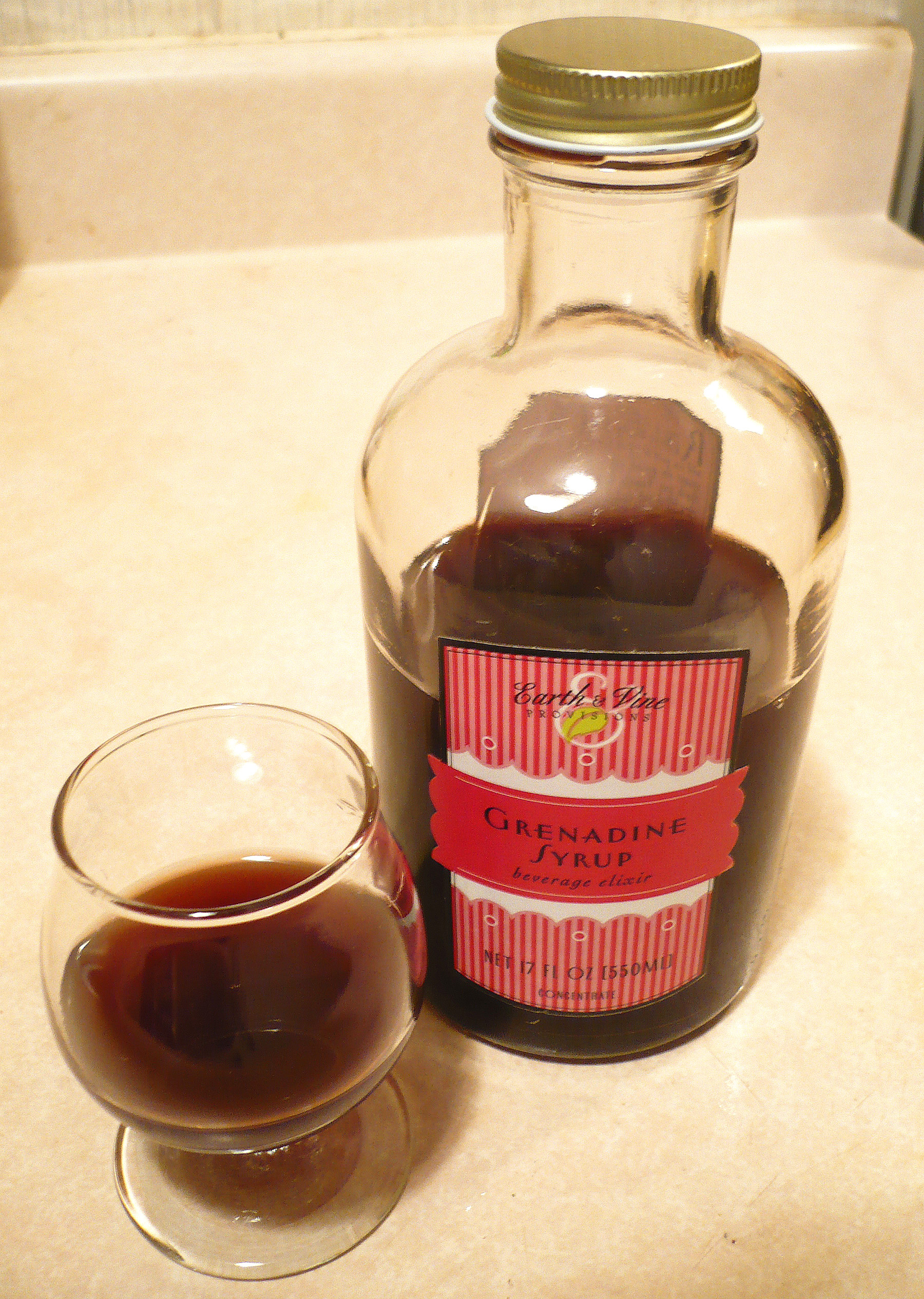
Una bottiglia di granatina

La granatina (anche detta sciroppo di granatina) è uno sciroppo analcolico, utilizzato per la preparazione di granite e di cocktail, sia alcolici sia di tipo soft drink.

## Etimologia
Originariamente a base di melagrana, prende il suo nome dalla denominazione granata con cui è anche noto il frutto. Per estensione impropria può essere chiamata granatina anche la bibita a base di ghiaccio e di questo sciroppo.

## Preparazione
Tradizionalmente la granatina era preparata mediante bollitura del succo ricavato dai chicchi delle melagrane con il miele o lo zucchero, in parti pressappoco uguali. Gli sciroppi di granatina industriali odierni sono invece composti in massima parte da succo di altri frutti come agrumi, ribes, lampone addizionati ad aromi e solo raramente a vero succo di melagrana.  In Francia, Belgio ed altri paesi del nord Europa , la granatina è soltanto una bibita di acqua, zucchero ed aromi: non è contenuta frutta.

## Utilizzi
La granatina può essere servita come bibita dissetante, diluita con acqua o succo d'arancia e cubetti di ghiaccio, o per la preparazione di granite alla melagrana; questi impieghi sono in Italia molto meno diffusi che in passato.
L'impiego principale dello sciroppo di granatina resta la sua aggiunta nella preparazione di bevande, e in particolare cocktail e long drink, per il sapore dolce e soprattutto l'aspetto scenografico del colore rosso rubino. Lo sciroppo viene usato in cocktail analcolici molto famosi come per esempio il Roy Rogers o lo Shirley Temple.
Alcuni cocktail internazionali IBA contenenti sciroppo di granatina:
- Bacardi cocktail
- Rose
- Roy Rogers
- Singapore Sling
- Shirley Temple
- Tequila Sunrise